# Hüttengrabenbach (Laming)
Der Hüttengrabenbach ist ein gut 4,2 Kilometer langer linker Zufluss zur Laming bei Sankt Katharein an der Laming in der Steiermark.
Der Hüttengrabenbach entspringt oberhalb der Riedlalm und vereinigt sich mit den Roßkoglergraben, die beide über zahlreiche kleine Zubringer verfügen und damit das Gebiet zwischen dem Floning (1583 m ü. A.) im Osten, den Passübergängen Lärchegg (1020 m ü. A.) und Sattler (1007 m ü. A.) und der Gritschhöhe (1269 m ü. A.) im Westen entwässern. Er mündet unmittelbar außerhalb des Ortsgebietes von Sankt Katharein in die Laming. Sein Einzugsgebiet umfasst 6,75 km² in fast ausschließlich bewaldeter Landschaft.